# 南陽国境線
南陽国境線（ナミャングッキョンせん）は、朝鮮民主主義人民共和国咸鏡北道穏城郡南陽にある南陽駅から中華人民共和国吉林省延辺朝鮮族自治州図們市にある図們駅までを結ぶ鉄道路線。

## 路線データ
- 路線距離：南陽～図們間3.3km
- 駅数：2（両端駅を含む）
- 軌間：1435mm
- 電化区間：全線（直流3000V）
- 複線区間：なし

## 概要
日本統治時代に建設された南満州鉄道北鮮東部線を原型としている。

## 駅一覧
| 南陽駅 | 남양역 | Namyang  | 0.0 | 0.0 | 3.3 | 北朝鮮鉄道省：咸北線               | 朝鮮民主主義人民共和国 咸鏡北道 穏城郡 南陽労働者区 |                                               |                                               |
| 国境駅 | 국경역 | Kukkyŏng | 0.8 | 0.8 | 2.5 |                                    | 朝鮮民主主義人民共和国 咸鏡北道 穏城郡 南陽労働者区 |                                               |                                               |
| 豆満江 | 두만강 |          | 0.4 | 1.2 | 2.1 |                                    |                                                     |                                               |                                               |
| 図們駅 | 图们站 | Tumen    | 2.1 | 3.3 | 0.0 | 中国鉄道部：長図線・図佳線・図琿線 | 中華人民共和国 吉林省 延辺朝鮮族自治州 図們市       | 中華人民共和国 吉林省 延辺朝鮮族自治州 図們市 | 中華人民共和国 吉林省 延辺朝鮮族自治州 図們市 |

## 参考資料
- 国分隼人（2007年）. 『将軍様の鉄道 北朝鮮鉄道事情』, 新潮社. ISBN 9784103037316